# Karel Kácl
Karel Kácl (25. ledna 1900 Vinařice u Kladna – 8. května 1986 Praha) byl český a československý lékař, chemik, vysokoškolský učitel a politik; člen Československé strany národně socialistické (po roce 1948 Československá strana socialistická), za kterou byl po roce 1945 poslancem Prozatímního a Ústavodárného Národního shromáždění a Národního shromáždění ČSR, na konci 60. let i poslanec České národní rady a Sněmovny národů Federálního shromáždění.

## Biografie
Narodil se ve Vinařicích u Kladna v hornické rodině. Sám v letech 1919–1920 pracoval jako horník.
Chodil na reálku v Kladně a na reálné gymnázium v Kladně a Slaném. Maturoval v roce 1918 na reálce v Kladně, pak vystudoval České vysoké učení technické v Praze (respektive Vysokou školu chemicko-technologického inženýrství, spadající tehdy pod ČVUT). V roce 1923 se stal inženýrem chemie a v roce 1927 doktorem technických věd. Studoval i medicínu a na Lékařské fakultě Univerzity Karlovy promoval v roce 1930. Od roku 1924 působil jako pomocná vědecká síla v Ústavu pro lučbu lékařskou (lékařská chemie), pak se stal asistentem a na tomto postu působil až do počátku druhé světové války. V roce 1935 se habilitoval v oboru lékařské chemie. V ústavu působil až do odchodu do důchodu. V roce 1952 zakládal a vedl laboratoř pro toxikologii a soudní chemii, která se v roce 1967 proměnila na výzkumný ústav. Zastával též funkci soudního znalce a zpracoval četné soudní posudky a expertizy pro zdravotnictví, soudy i bezpečnostní orgány. Byl předsedou Ústředního protialkoholního sboru. Napsal knížku „Z dílny Aeskulapovy“ (1970). Používal pseudonym Sylvín, podle názvu nerostu obsahujícího chlorid draselný (chemická značka KCl, tedy Kácl).
V letech 1945–1946 byl poslancem Prozatímního Národního shromáždění za národní socialisty. Na poslanecký mandát rezignoval 13. května 1946, ale již o měsíc později se stal poslancem Ústavodárného Národního shromáždění. Vedl zdravotnický výbor parlamentu. Během únorového převratu v roce 1948 patřil mezi část strany orientovanou na spolupráci s KSČ, která stranu ovládla. V parlamentních volbách roku 1948 se stal ve volebním kraji Plzeň poslancem Národního shromáždění za Českou stranu socialistickou coby nástupnickou stranu národních socialistů, nyní již jako loajální součást komunistického režimu. Mandát obhájil v parlamentních volbách roku 1954. V parlamentu setrval do roku 1960.
K roku 1954 se profesně uvádí jako profesor lékařské chemie na Karlově univerzitě v Praze. K roku 1960 jako přednosta I. Chemického ústavu Lékařské fakulty Karlovy university v Praze.
Na konci 60. let se znovu krátce vrátil do zákonodárných sborů. Po federalizaci Československa usedl v lednu roku 1969 za ČSS do Sněmovny národů Federálního shromáždění. Zde působil do listopadu 1969, kdy rezignoval. V téže době byl rovněž poslancem České národní rady za ČSS. I zde v listopadu 1969 rezignoval.